# Ichikai
Ichikai (市貝町?) è una cittadina giapponese della prefettura di Tochigi.